# مقر الكنيسة المسيحية سابقا، مع منطقة ارتفاق 400م،
 مقر الكنيسة المسيحية سابقا، مع منطقة ارتفاق 400م  هو معلم أثري تونسي مصنف من قبل المعهد الوطني للتراث يقع في ولاية قابس في الجنوب الشرقي التونسي، تحديد في مدينة معتمدية قابس تم تصنيف المعلم في يوم 26 جانفي 2024 .

## مقالات ذات صلة
- قائمة المعالم الأثرية المصنفة في تونس